# Whatever It Takes (Imagine Dragons)
Whatever It Takes è un singolo del gruppo musicale statunitense Imagine Dragons, pubblicato il 9 maggio 2017 come terzo estratto dal terzo album in studio Evolve.

## Descrizione
Il singolo è rimasto per 17 settimane di fila alla prima posizione della Hot Rock & Alternative Songs di Billboard, e insieme agli altri due singoli degli Imagine Dragons Thunder e Believer ha occupato le prime tre posizioni della classifica per 16 settimane di fila nel corso della primavera-estate 2018.

## Video musicale
Il 13 settembre 2017 viene pubblicato sul canale YouTube degli Imagine Dragons un lyric video a 360° del brano. Il 12 ottobre seguente viene invece pubblicato il video ufficiale diretto da Matt Eastin e Aaron Hymes.

## Tracce
Testi e musiche di Dan Reynolds, Wayne Sermon, Ben McKee, Daniel Platzman e Joel Little, eccetto dove indicato.
Download digitale
1. Whatever It Takes – 3:21

CD
1. Whatever It Takes – 3:21
2. Thunder (Official Remix) – 3:15 (Dan Reynolds, Wayne Sermon, Ben McKee, Daniel Platzman, Alexander Grant, Jayson DeZuzio)

Download digitale – remix
1. Whatever It Takes (Jorgen Odegard Remix) – 3:52

## Classifiche

### Classifiche settimanali
| Classifica (2017)                | Posizione massima |
| -------------------------------- | ----------------- |
| Australia                        | 34                |
| Austria                          | 8                 |
| Belgio (Fiandre)                 | 9                 |
| Germania                         | 7                 |
| Lussemburgo                      | 4                 |
| Paesi Bassi                      | 40                |
| Regno Unito                      | 93                |
| Svezia                           | 85                |
| Svizzera                         | 6                 |
| Classifica (2018)                | Posizione massima |
| Belgio (Vallonia)                | 8                 |
| Canada                           | 45                |
| Francia                          | 13                |
| Italia                           | 9                 |
| Stati Uniti                      | 12                |
| Stati Uniti (alternative)        | 1                 |
| Stati Uniti (rock & alternative) | 1                 |

### Classifiche di fine anno
| Classifica (2017)         | Posizione |
| ------------------------- | --------- |
| Germania                  | 95        |
| Stati Uniti (rock)        | 16        |
| Classifica (2018)         | Posizione |
| Canada                    | 18        |
| Stati Uniti               | 37        |
| Stati Uniti (alternative) | 3         |
| Stati Uniti (rock)        | 4         |